# Geoffroy Ier de Joinville
Pour les articles homonymes, voir Geoffroy Ier.
Geoffroy Ier de Joinville († 1080) fut un seigneur de Joinville, fils d'Étienne de Vaux.

## Biographie

### La guerre de Bologne
Dans le deuxième tiers du XIe siècle (en 1055 suivant Aubry de Trois-Fontaines), le seigneur de Joinville convoitait le territoire du Bolenois appartenant alors aux comtes du Bolenois, seigneurs de Sexfontaines. À la suite d'une bataille, en 1055, Geoffroy fut fait prisonnier, et son fils Hilduin de Joinville, seigneur de Nully, tué. Dans sa chronique, Aubry nous informe qu'il vécut encore vingt-six ans et que son fils laissa trois jeunes enfants.

### Geoffroy et le monde religieux
Geoffroy reprit à son compte les mauvaises habitudes de son père, et il n'hésitait pas à s'attribuer biens et revenus des religieux dont il avait les avoueries, particulièrement ceux des moines de l'abbaye de Montier-en-Der.
Son père Étienne avait déjà été menacé d'excommunication pour ses exactions envers les religieux, le pape Léon IX (Brunon, ancien évêque de Toul) réitéra ses menaces d'anathème contre Geoffroy.
Deux églises avaient été déjà rendues par Étienne, et Geoffroy, plus tard, un peu plus respectueux des moines, essaya de « régulariser la situation ». Il demanda à l'abbé du Der de lui abandonner le bénéfice de quelques églises, et pour montrer sa bonne volonté, il lui restitua spontanément celle de Dommartin.
Les moines, fort satisfaits, accordèrent à Geoffroy et à deux de ses héritiers, pour leur vie, les églises de Trémilly, Ragecourt et Fays, (qu'Étienne n'avait pas rendu de ses précédentes spoliations), ainsi que celle de Gourzon.
Était-ce de la générosité de la part des moines ?
On peut en douter, car, sur la charte de concession, on trouve une formule qui précède la signature de nombre des fidèles compagnons de Geoffroy :« signum Goffridi,cum fidelibus sui »
Geoffroy fait signer après lui, ses amis… portant l'épée…
Que pouvaient faire les pauvres moines qui n'avaient pour se défendre que des menaces d'excommunication contre des chevaliers puissants ? d'autant plus que les Comtes de Champagne s'étaient mis, eux aussi à piller régulièrement les terres de l'abbaye.
Toutefois, à la fin de sa vie, Geoffroy changea complètement sa conduite. S'apercevant un jour que des laïcs ne peuvent posséder d'églises, il restitua celle de Wassy, que ses aïeux avaient tenu des évêques de Châlons.

## Situation de famille
Geoffroy Ier était marié à Blanche, fille d'Arnoul, comte de Reynel. Lesquels eurent :
- Hilduin de Joinville, ou Houdouin de Nuilly[2]. Premier seigneur de Nully connu. Tué en 1055, époux de ... dont : Gautier, Wicher, et Hesceline[3] ;
- Geoffroy II de Joinville dit senex, épouse  Hodierne[4] ;
- Étienne de Joinville, abbé de l'Abbaye Saint-Pierre de Bèze.

## Sources
- Gallica Delaborde, Henri-François (1854-1927). Jean de Joinville et les seigneurs de Joinville.